# Ernesto Ferrero
Ernesto Ferrero (n. 6 mai 1938, Torino, Italia – d. 31 octombrie 2023, Torino, Italia) a fost un scriitor și critic literar italian.
A câștigat Premiul Strega în 2000 pentru N., un roman despre exilul lui Napoleon pe insula Elba.

## Opera
- L'ottavo nano, 1972
- Cervo Bianco, 1980
- N., 2000
- L'anno dell'Indiano, 2001
- Elisa, 2002
- La misteriosa storia del papiro di Artemidoro, 2006
- Il giovane Napoleone, 2006
- Disegnare il vento. L'ultimo viaggio del capitano Salgari, 2011
- Storia di Quirina, di una talpa e di un orto di montagna, 2014
- Francesco e il sultano, 2019
- Il Piccolo Principe di Antoine de Saint-Exupéry, 2021